# Langwedel, Niedersachsen
Langwedel är en kommun och ort i Landkreis Verden i förbundslandet Niedersachsen i Tyskland.